# خولات سیاخل
خولات سیاخل (انگلیسی: Kholat Syakhl) یک کوه در استان سوردلوفسک کشور روسیه است.